# Флаг Пуровского района
Флаг муниципального образования Пу́ровский район Ямало-Ненецкого автономного округаРоссийской Федерации — опознавательно-правовой знак, служащий официальным символом муниципального образования.
Ныне действующий флаг утверждён 19 июня 1998 года решением Пуровской районной Думы № 20 и внесён в Государственный геральдический регистр Российской Федерации с присвоением регистрационного номера 323.

## Описание
Первый флаг Пуровского района был утверждён 14 ноября 1997 года решением Пуровской районной Думы № 39:

Флаг Пуровского района представляет собой полотнище синего цвета, рассечённое по центру полосой национального орнамента, в верхней части флага по центру изображение белки.
— 
19 июня 1998 года, рассмотрев предложения и замечания по гербу и флагу Пуровского района, внесённые Государственной герольдией при Президенте Российской Федерации, решением районной Думы № 20, в рисунок и описание флага были внесены изменения:

Флаг Пуровского района представляет собой синее (голубое) полотнище с соотношением сторон два к трём, на фоне которого — жёлтая (золотистая) полоса с одиннадцатью расположенными углом вверх квадратами в цвет полотнища, сопровождаемая тонкой отвлечённой белой каймой, и в центре верхней части флага — жёлтый (золотой) песец с хвостом в виде жёлто-белого пламени.
Отношение жёлтой полосы к ширине полотнища — один к семи, отношение жёлтой полосы с белой каймой к ширине полотнища — один к четырём.

## Обоснование символики
Геральдический «пояс» воспроизводит национальный орнамент «Оленья тропа».
Образ пушного зверька олицетворяет собой сопряжение национального (традиционного) уклада ведения хозяйства с промышленным освоением района.

## См. также

Флаги муниципальных образований Пуровского района
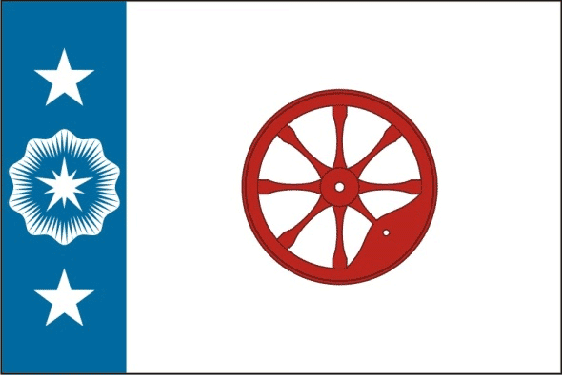
Флаг МО Пуровское
Флаг МО посёлок Пурпе
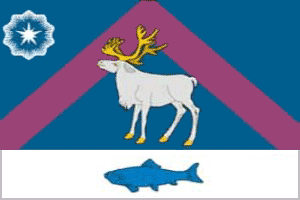
Флаг МО село Самбург
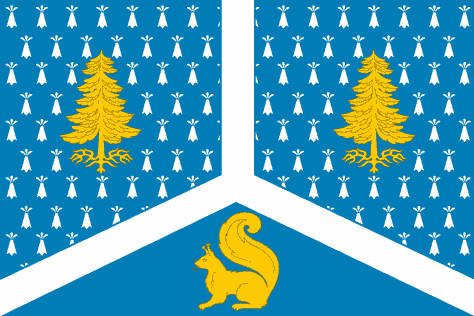
Флаг МО город Тарко-Сале
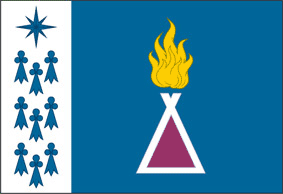
Флаг МО посёлок Уренгой
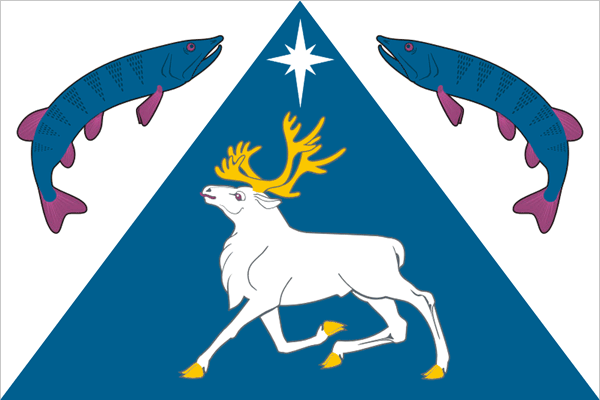
Флаг МО село Халясавэй
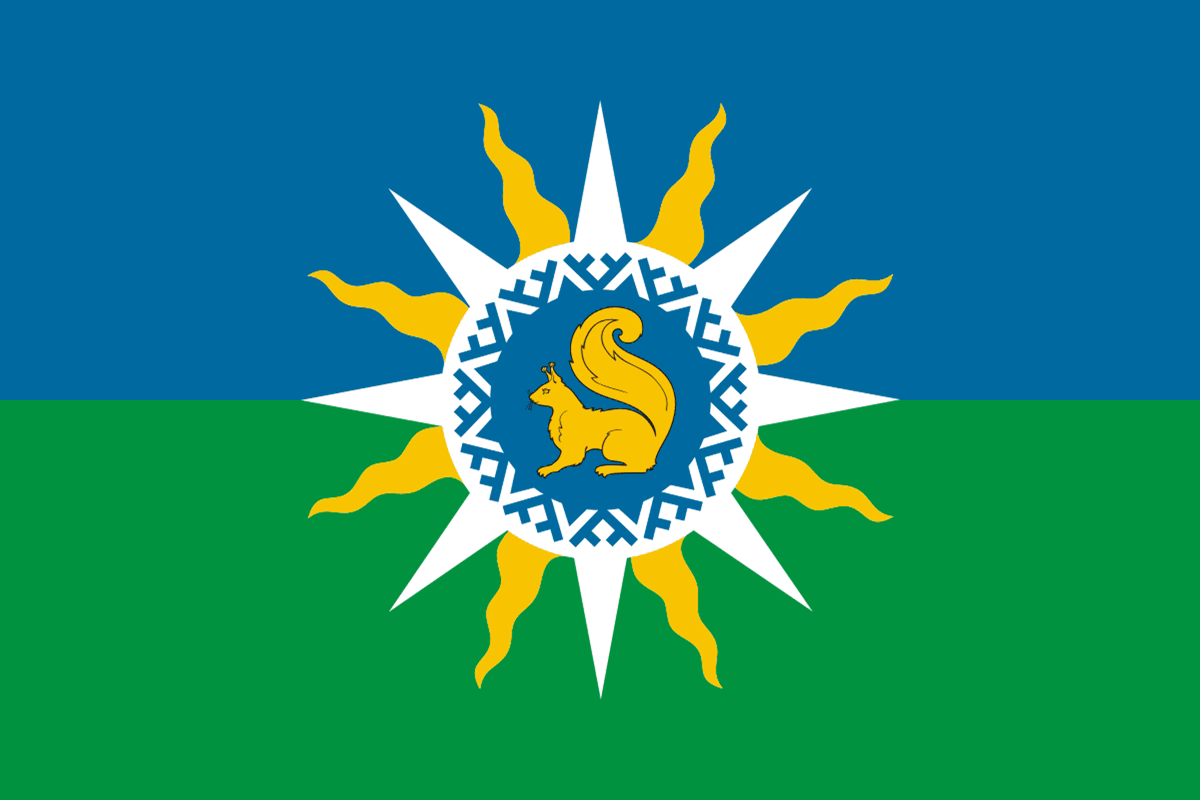
Флаг МО посёлок Ханымей
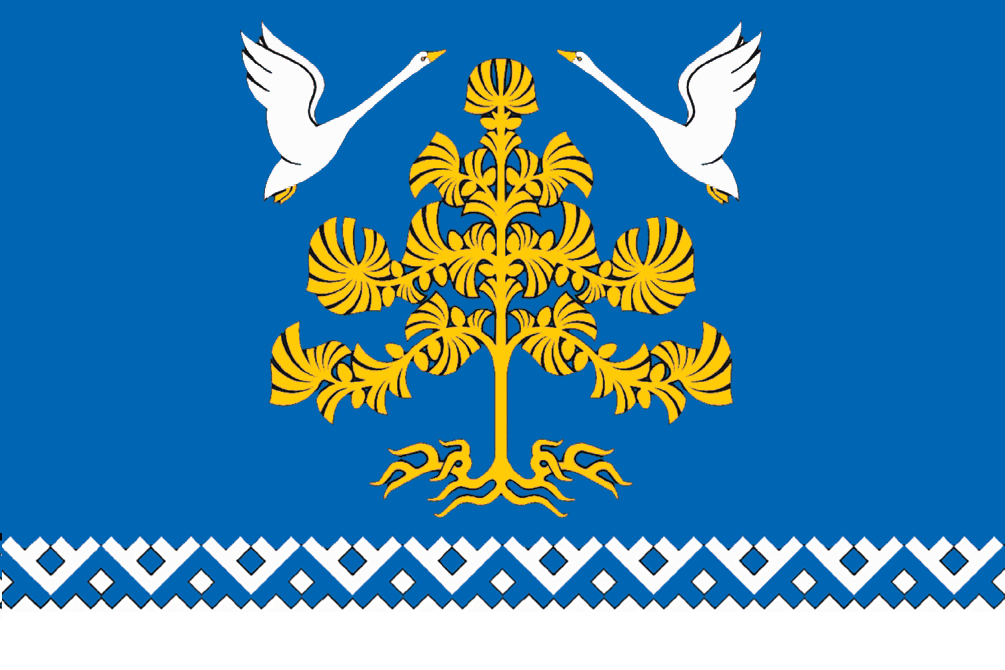
Флаг МО деревня Харампур